# Муромцов Матвій Матвійович
Матвій Матвійович (Муромцев) Муромцов (1790 — 1879) — російський державний діяч, дійсний статський радник (1834); цивільний губернатор Таврійської губернії (1837—1843) з дворянського роду Муромцевих.

## Біографія
Народився в сім'ї генерал-поручика Матвія Муромцева (1737—1799) та Катерини Волкової (1766—1813), дочки А. Волкова. Дитячі роки провів у батьківському маєтку Балівнево Данківського повіту та здобув домашню освіту.
У службі в офіцерському чині з 1809 року переведений в Ізмайлівський лейб-гвардії полк. Учасник військової кампанії 1807 року та Вітчизняної війни 1812 року, під час Вітчизняної війни був ад'ютантом генералів С. Голіцина та О. Єрмолова («ад'ютант-стріла»), при Смоленській битві отримав важке поранення в голову. У 1816 полковник. Відмовившись бути чиновником посольства О. Єрмолова в Персію, залишився в армії і в 1817 вийшов у відставку.
З 10 квітня 1820 року колезький радник Володимирський віце-губернатор. З 1821 року статський радник, Тамбовський віце-губернатор. З 1822 по 1823 член Союзу Благоденства, до слідства не залучався. У 1827 року Рязанський губернський предводитель дворянства. З 1830 року Саратовський віце-губернатор. У 1834 році був переведений у дійсні статські радники. З 1837 року Таврійський цивільний губернатор. 1843 року вийшов у відставку. Останні роки життя провів за кордоном, де й помер від запалення легенів. Похований на православному цвинтарі у Вісбадені.
Залишив мемуари, надруковані в Російському архіві в 1890 році і що охоплюють тривалий час — понад двадцять років.

## Сім'я
Дружина (з 1816) — Варвара Бібікова (1792-19.06.1864), дочка генерал-майора Гавриїла Бібікова (1747—1803) від другого його шлюбу з відомою московською красунею Катериною Чебишовою (1767—1833); сестра Д. Бібікова. Померла від «паралічу в легенях», похована поряд із чоловіком у Вісбадені.
Їхні діти: Катерина (08.04.1817 -1834), Петро (1818—1831), Павло (1819), Гаврило (пом. 11.04.1820); Єлизавета (23.06.1822 — ?), Єлизавета (23.12.1823 — ?; у шлюбі Новосильцова), Леонід (1825—1899; таємний радник і гофмейстер ЙІВ), Варвара (1828; у шлюбі Миронова), Олександра (1833—1897; одружена з двоюрідним братом Матвієм Павловичем Бібіковим).